# Драган Косовац
Драган Косовац (Бачки Брестовац, 29. март 1952 — Бачки Брестовац, 10. април 2006) је био српски сликар, иконописац и члан УЛУСА.

## Живот
Рођен је у Бачком Брестовцу. Одрастао је у радничкој породици. Основну школу је завршио у родном месту, а гимназију у Оџацима. После гимназије уписује ваздушни саобраћај на Универзитету у Београду. Још као средњошколац показао је изваредан таленат за сликарство и уметност.
Његов највећи уметнички опус започео је крајем 1980-их и трајао је све до смрти 2006.

## Дела
- Породично стабло у крсту (2003),
- Св. Петар и Павле - за цркву у Бачком Брестовцу,
- Св. Никола - за цркву у Бачком Брестовцу,
- Црногорац (2000),
- Ритови на Дунаву (1999),
- Ђерам и кућа (1998—1999),
- Војвођанска зима (1998),
- Коњи врани (1998),
- Божићно јутрење (1997),
- Зелени сутон (1997),
- Браон сутон (1997),
- Христос (1996),
- Бекство из ропства (1996),
- Бачки Брестовац по други пут (1995) (долазак избеглица захваћених ВРО Олуја у Хравтској),
- Буђење (1993),
- Сеобе (1987),
- Триптих (1985)

Пред крај живота обновио је неколицину фресака у православној цркви у Бачком Брестовцу.